# Siebel 204
Dimensions
Le Siebel 204 est un avion léger bimoteur allemand de transport de fret et de passagers, qui effectua son premier vol en mai ou septembre 1940 (la date est imprécise), et fut opérationnel en mai 1941. Sa production fut confiée à des entreprises françaises (SNCAC) et tchécoslovaques (Aero Vodochody). Après 1945 la SNCAC en continua la production sous le nom de NC-701 Martinet.

## Conception
Le Siebel Si 204 fut prévu pour succéder au Siebel Fh 104 et au Focke-Wulf Fw 58.
Afin de se concentrer sur la production des avions de combat, l’Allemagne en confia la production à une société française, la SNCAC (150 exemplaires produits), et à une entreprise tchécoslovaque, Aero Vodochody. Issue des nationalisations de 1936, la SNCAC réunissait les usines Hanriot de Bourges et Farman de Boulogne-Billancourt. C’est à Bourges que le Siebel 204 fut assemblé. 
Après guerre, la SNCAC en produisit 300 exemplaires supplémentaires sous l’appellation de NC-701 « Martinet », comportant quelques modifications, dont la principale fut le remplacement des moteurs Argus As 411, entraînant des hélices bipales, par des Renault 12S-00 actionnant des hélices tripales.
Aero Vodochody en produisit 179 exemplaires supplémentaires, avec quelques modifications, sous le nom de Aero C-103.

## Engagements opérationnels
La première version, le Siebel Si 204 A, doté de moteurs Argus As.410 de 450 ch, possédait un nez plein et transportait huit passagers.
La seconde version, le Siebel Si 204 D, entré en production en 1942, doté de moteurs Argus As.411, possédait un nez entièrement vitré, et était très polyvalent, capable après quelques menues modifications de se transformer en avion école, en transport de passagers, de fret, en ambulance, en avion de liaison. Quelques appareils furent dotés d'une tourelle dorsale comportant deux mitrailleuses de 7,92 mm pour l'entraînement des mitrailleurs (Siebel Si 204 E).
Après-guerre l'URSS en saisit plusieurs exemplaires, qui furent utilisés par l'Aeroflot.
L'avion fut employé intensivement par l’armée de l’air française en Indochine, notamment dans l’escadrille de liaisons aériennes n°54 (ELA 54). Il remplit de multiples missions : transport, observation, reconnaissance, évacuation sanitaire, entraînement au bombardement, et même « gunship » (canonnière) avec une mitrailleuse de 7,5 mm montée en sabord.
Par manque de moyens aériens, notamment de bombardement et de reconnaissance, il avait été décidé d’équiper les bimoteurs de liaison Siebel (NC-701) de quatre mitrailleuses MAC 24/29 tirant dans l’axe. Alimentées par chargeurs tambours dits « camemberts », sans traçantes, elles avaient une fâcheuse tendance à s’enrayer. Huit points d’emport sous le fuselage permettaient de larguer d’efficaces petites bombes de 50 kg, avec un procédé de visée assez primitif.

## Variantes
Siebel Fh 104
Précurseur du Si 204 de dimensions plus petites.
Si 204
Prototypes ; 15 exemplaires fabriqués par Siebel à Halle.
Si 204A
Version de pré-production A-0 et de production initiale A-1 pour le transport de passagers, construite par la Société nationale des constructions aéronautiques du Nord (SNCAN) en France.
Si 204D
Variante d'entrainement au vol sans visibilité développée par ČKD (BMM) dans le protectorat de Bohême-Moravie. Les premiers appareils de pré-série D-0 furent livrés en janvier 1943. La production des D-1 fut confiée à Aero et BMM. Les versions D-3 furent construits avec des ailes et un empennage en bois pour économiser l'aluminium.
Aero C-3
Production après guerre en Tchécoslovaquie pour l'entrainement des pilotes (C-3A) et des équipages (C-3B).
Aero C-103
Variante pour le transport de passagers.
Aero D-44
Variante de transport militaire.
SNCAC NC.701 Martinet
Variante de transport militaire propulsée par deux moteurs V-12 inversés SNECMA 12S-00.
SNCAC NC.702 Martinet
Variante pour le transport de passagers.

## Opérateurs

### Opérateurs militaires
Reich allemand
- Luftwaffe

 France
- Armée de l'air - quelques Si 204 ainsi que des NC.701 fabriqués en France après la guerre.
- Marine nationale

 Hongrie
- Force aérienne de Hongrie - six Aero C-3 de 1947 à 1953.

 Pologne
- Force aérienne de la République polonaise - six NC.701 (venant de la compagnie LOT) de 1949 à 1955 pour la reconnaissance.

 République slovaque
- Force aérienne slovaque (1939–45)

 Suisse
- Forces aériennes suisses

Un avion se pose en Suisse vers la fin de la guerre. Interné dans un premier temps il est ensuite acheté par les troupes d'aviation au printemps 1946. Il sert à des missions de transport de matériel et de personnel jusqu'en 1955 ou sont découvertes des criques de fatigue à l'arrière du fuselage. Dans l'ignorance du potentiel prévu de ce type d'avion et du nombre d'heures réel de cet avion en particulier il est réformé. Le moteur gauche, l'hélice et les périphériques sont donnés à l'EPFZ de Zurich.
 Tchécoslovaquie
- Force aérienne Tchécoslovaque - Si 204 ainsi que des Aero C-3 construits en Tchécoslovaquie après guerre.
- Garde nationale tchécoslovaque

 Union soviétique
- Forces aériennes soviétiques - quelques Si 204 capturés.

### Opérateurs civils
Reich allemand
- Deutsche Luft Hansa - au moins quatre avions

 Pays-Bas
- Nationaal Luchtvaart Laboratorium (NLL) (Laboratoire aéronautique national) - un Si 204D-1 de 1946 à 1964, PH-NLL.

 Pologne
- Polskie Linie Lotnicze (LOT) - six NC.701 achetés à la France en 1947-1948. Les appareils furent utilisés pour de la photographie aérienne. Marquages "SP-LFA" jusqu'à "SP-LFF".

 Suède
- Rikets Allmänna Kartverk - cinq NC.701 achetés en France entre 1962 et 1970 pour la reconnaissance cartographique.

 Tchécoslovaquie
- ČSA - Aero C-103

 Union soviétique
- Aeroflot - quelque 204 capturés pour du transport de fret après guerre